# Procotyla
Procotyla är ett släkte av plattmaskar. Procotyla ingår i familjen Dendrocoelidae.
Kladogram enligt Catalogue of Life:
| Procotyla | \| \| Procotyla fluviatilis \| \| \| \| \| \| Procotyla typhlops \| \| \| \| |
|           | \| \| Procotyla fluviatilis \| \| \| \| \| \| Procotyla typhlops \| \| \| \| |
|           | Bdellocephala                                                                |
|           |                                                                              |
|           | Dendrocoelopsis                                                              |
|           |                                                                              |
|           | Dendrocoelum                                                                 |
|           |                                                                              |
|           | Macrocotyla                                                                  |
|           |                                                                              |
|           | Rectocephala                                                                 |
|           |                                                                              |
|           | Procotyla fluviatilis                                                        |
|           |                                                                              |
|           | Procotyla typhlops                                                           |
|           |                                                                              |

|  | Procotyla fluviatilis |
|  |                       |
|  | Procotyla typhlops    |
|  |                       |